# Johann Temmen
Johann Coerd Temmen (* 20. September 1886 in Neermoor; † 7. August 1959 in Jever) war ein deutscher Politiker (SPD).

## Leben
Nach dem Besuch der Volksschule absolvierte Temmen eine Ausbildung zum Zimmermann und arbeitete von 1923 bis 1945 als Zimmerpolier. Von 1914 bis 1918 nahm er als Soldat am Ersten Weltkrieg teil. Er trat 1908 in die SPD ein und war während der Zeit der Weimarer Republik bis 1933 Kreisleiter des Reichsbanners Schwarz-Rot-Gold für Ostfriesland-Süd.
Während der Zeit des Nationalsozialismus wurde er 1944 kurzzeitig im KZ Neuengamme interniert.
Nach dem Zweiten Weltkrieg ging Temmen ab 1945 einer Tätigkeit als Platzmeister nach. Er betätigte sich in der Kommunalpolitik und wurde 1948 zum Vorsitzenden des SPD-Ortsvereins Leer gewählt. Des Weiteren war er Kreistagsmitglied des Landkreises Leer.
Dem Deutschen Bundestag gehörte er seit dessen erster Wahl von 1949 bis 1953 an. Er vertrat im Parlament den Wahlkreis Leer und war Mitglied des Petitionsausschusses.